# Maria Fyodorovna Andreyeva
Maria Fyodorovna Andreyeva (em russo:  Мари́я Фёдоровна Андре́ева, Mariya Fyodorovna Andreyeva) era o nome artístico de Maria Fyodorovna Yurkovskaya (Мари́я Фёдоровна Юрко́вская; 4 de julho de 1868 — 8 de dezembro de 1953), uma atriz soviética e simpatizante bolchevique.

## Infância e juventude
Seu pai, Fyodor Alexandrovich Fyodorov-Yurkovsky (Фёдор Александрович Фёдоров-Юрковский, 1842–1915), foi o diretor do Teatro Alexandrinsky, e sua mãe era uma atriz. Ela seguiu os passos da família. Após a escola de teatro foi para Kazan, aos 18 anos. Casou-se com Andrey Zhelyabuzhsky, que era 18 anos mais velho. Era o controlador das estradas de ferro de Kursk e de Níjni Novgorod, mas também  estava envolvido no teatro. O casal teve dois filhos, Yuri (1888-1955) e Yekaterina (nascida em 1894). Yuri tornou-se um diretor de cinema.

## Início de carreira
Depois que seu marido recebeu um novo posto, a família mudou-se para Tiflis, onde teve sucesso como atriz. Eles se mudaram para Moscou, onde Andreyeva trabalhou com Constantin Stanislavski no Teatro de Arte de Moscou. Fez sua estreia em Moscou em 15 de dezembro de 1894. Ela teve grande sucesso.
Andreyeva se interessou pela literatura marxista e se juntou secretamente ao Partido Operário Social-Democrata Russo. Em 1902, decidiu deixar de atuar. Em 1900, conheceu Máximo Gorki em Sebastopol pela primeira vez. Em 1903 transformou-se em sua esposa por direito comum.
Gorky e Andreyeva deixaram a Rússia em 1906 e viajaram pelos Estados Unidos, e depois se estabeleceram em Capri, na Itália. Enquanto em Capri, Gorky foi envolvido na organização Vpered, mas Andreyeva saiu com Anna Aleksandrovna Lunacharskaya, esposa de Anatóli Lunatcharski e irmã de Alexander Bogdanov.

## Carreira na administração teatral
Em 1914, era ativa nas tentativas de promover o teatro clássico para as massas. Só depois da Revolução de Outubro esses esforços deram frutos. Entre 1918 e 1921, foi Comissária de Teatros e Espetáculos Públicos em Petrogrado. Foi instrumental no estabelecimento do Teatro Dramático Bolshoi, que abriu em 1919. Em janeiro daquele ano, Anatóli Lunatcharski a nomeou como seu adjunto no papel de chefe de seção de arte do Comissariado do Povo de Educação (Narkompros) em Petrogrado. O Soviete de Petrogrado se recusou a confirmar sua nomeação, mas Vladimir Lenin interveio a seu favor e a nomeação foi adiante.
Em 1920, Lunatcharski ofereceu-lhe o cargo de chefe da TEO, o departamento de teatro do Narkompros, em Moscou, mas ela recusou.

## Carreira posterior
Em 1921 viajou para o exterior vendendo antiguidades e obras de arte, e a partir de 1922 representou o Comissariado do Comércio Exterior em relação à indústria cinematográfica, passando algum tempo com a delegação soviética em Berlim. Durante este período separou-se de Gorki. Entre 1931 e 1948, ocupou o cargo de diretora da Casa dos Cientistas em Moscou.